# Pavló Skoropadski
Pavló Petróvych Skoropadski (ucraniano: Павло Петрович Скоропадський, ruso: Павел Петрович Скоропадский); Wiesbaden, 4 de mayojul./ 16 de mayo de 1873greg.-Metten, 26 de abril de 1945) fue un político ucraniano, aristócrata y condecorado general del Imperio ruso, convertido en líder conservador en la infructuosa lucha por la independencia de Ucrania posterior a la Revolución rusa de 1917.

## Biografía

### Formación y carrera militar
Nació el 4 de mayojul./ 16 de mayo de 1873greg. en el seno de una familia aristocrática, de antiguo linaje cosaco, una de las más ricas de Ucrania, con la mayoría de sus haciendas en la provincia de Poltava.
Creció en la propiedad familiar de Trostián, en esta provincia, emparentado con grandes figuras como Iván Skoropadski, Pavló Polubótok, Danil Apóstol e imbuido en sus tradiciones. En 1886, ingresó en el Cuerpo de Pajes de San Petersburgo, se graduó en 1893 con el grado de corneta y ascendió a teniente en 1895. Dos años más tarde, contrajo matrimonio con la acaudalada sobrina de Piotr Durnovó, ultraconservador ministro del Interior.
Tomó parte en la Guerra ruso-japonesa (1904-1905) y ascendió a coronel. Recibió la condecoración de las Armas de San Jorge, entre otras. En 1910, recibió el mando del 20.º regimiento Finlandés de Dragones. En 1912 alcanzó el grado de general de división y edecán del emperador. Durante la Primera Guerra Mundial logró el grado de teniente general y el mando del XXXIV Cuerpo de Ejército estacionado en Ucrania.

### 1917
En agosto de 1917, el XXXIV Cuerpo se convirtió en el I Cuerpo Ucraniano. Para entonces, era el general de origen ucraniano más respetado y conocido del Ejército ruso. En octubre de 1917, en el Congreso de Cosacos Libres, con la asistencia de delegados de las cinco gubernias de Ucrania y el óblast de Kubán, es elegido atamán (отаман). Después de la revolución bolchevique, Skoropadski tomo posiciones en la La Rada Central Ucraniana y formó parte de la organización de la defensa de Ucrania contra la ofensiva bolchevique bajo las órdenes de E. Bosh. Las tropas de Skoropadski protegieron a la Rada de las desorganizadas fuerzas bolcheviques que se retiraban del frente hacia Kiev. A pesar de este servicio, los dirigentes de la Rada no apreciaban a Skoropadski, al que consideraban un representante de los círculos monárquicos rusos. Dimitió a fin de año debido a desacuerdos con el secretario de la Rada Central.

### Acuerdo con los Imperios Centrales
A comienzos de febrero de 1918, los bolcheviques tomaron Kiev, y Skoropadski se ocultó para evitar su detención. El 2 de marzo, unidades alemanas recuperaron la ciudad y la Rada Central volvió a establecerse en Kiev. Reapareció entonces en la capital ucraniana, aunque no tuvo un papel principal en las primeras semanas de ocupación alemana. Aunque los primeros en ponerse en contacto con él sobre la posibilidad de que tomase el poder fueron los austrohúngaros a comienzos de abril, estos contactos cesaron pronto y dieron paso a negociaciones con los alemanes (11-12 de abril. Los primeros contactos con los alemanes había tenido lugar a petición de algunos partidarios del teniente general, reunidos en la Liga de Terratenientes. Los preparativos en paralelo de Skoropadski y de los alemanes para eliminar a la Rada dieron pronto paso a la cooperación entre las dos partes.
Skoropadski, en desacuerdo con la orientación socialista de la Rada, organizó la oposición en la “Sociedad Popular Ucraniana” ( Українська Народна Громада).
El 26 de abril, se reunió con el jefe del Estado Mayor regional, Wilhelm Groener, para tratar las condiciones en la que los imperios estaban dispuestos a entregarle el Gobierno; estas suponían la conversión del país en un protectorado. Groener exigió la disolución de la Rada y de la Asamblea Constituyente, la aceptación del tratado de paz firmado en febrero, el control del Ejército por las autoridades alemanas, la supresión de todas las limitaciones a la exportación, el mantenimiento de los latifundios, la restauración del derecho de propiedad de la tierra y el control de los nombramiento gubernamentales. Skoropadski aceptó las condiciones. Con el objetivo de camuflar el golpe de Estado como una decisión puramente ucraniana, los conspiradores decidieron utilizar el Congreso de la Alianza de Terratenientes —integrada fundamentalmente por medianos y grandes propietarios rusificados hostiles al nacionalismo ucraniano—, que debía celebrarse tres días más tarde. Groener aseguró de forma indirecta a Skoropadski que podía contar con apoyo militar alemán si fracasaba en su intentona con sus propias fuerzas.

### Gobierno de Skoropadski

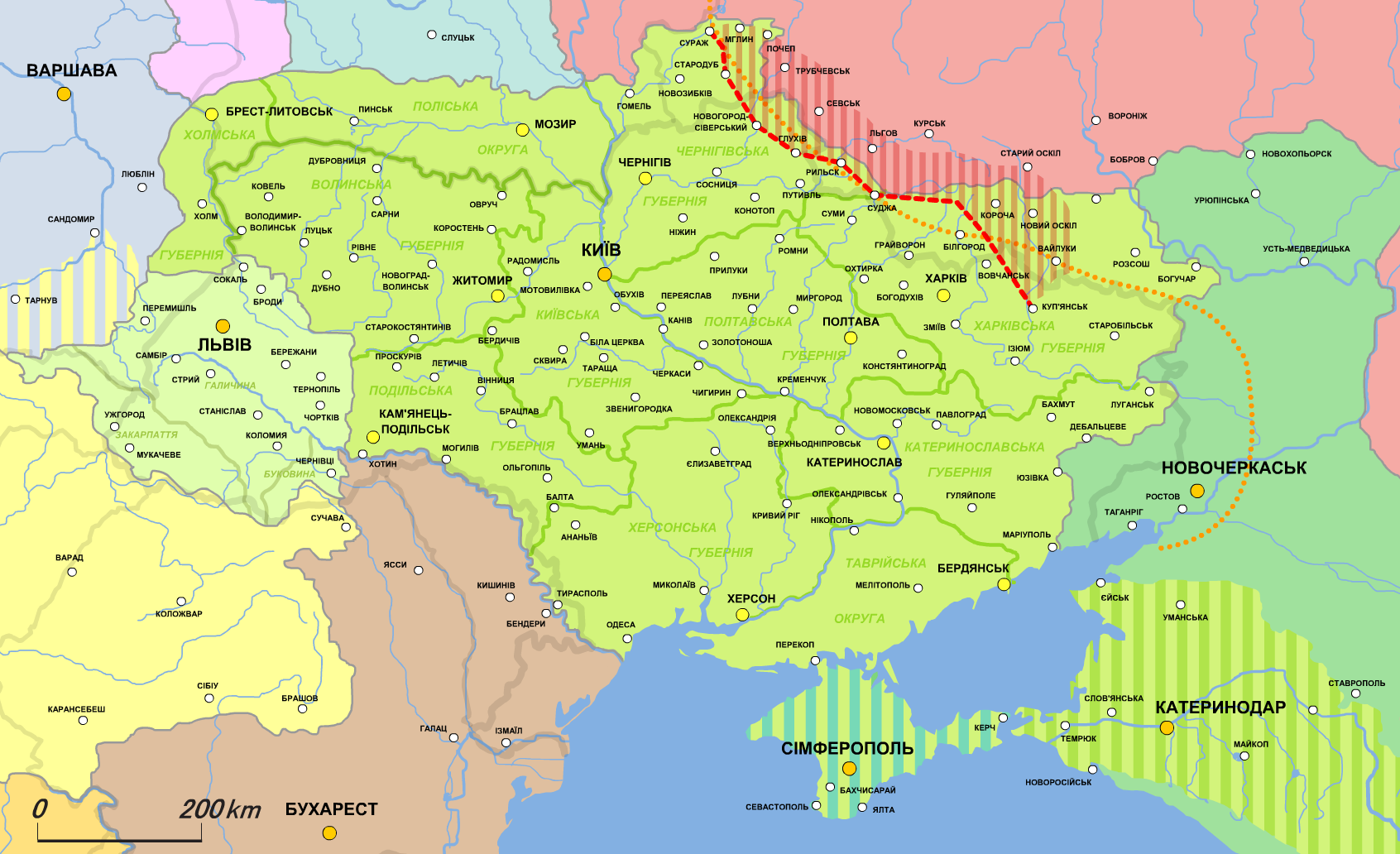
Extensión del Estado Ucraniano hacia 1918, bajo protección alemana.

El 29 de abril de 1918, por golpe de Estado contra la República Popular de Ucrania, Skoropadski se declaró hetman (caudillo) del Gobierno del “Estado Ucraniano” (Ukrayinska Derzhava). Tanto su gobierno como el periodo de tiempo de su funcionamiento son conocidos como el Hetmanato.
Técnicamente la República Popular de Ucrania fue abolida por el elegido Congreso Panucraniano de Campesinos. En realidad, fue un golpe de Estado con el beneplácito de los militares alemanes, que en la primavera de 1918 ocuparon Kiev y otras partes de Ucrania. Esta ocupación se hizo con el permiso del gobierno de la República Popular de Ucrania, en un intento de repeler la invasión de las fuerzas bolcheviques de la Rusia soviética. Como contrapartida, el gobierno republicano ucraniano suministró a los ocupantes víveres expropiados a los campesinos. El gobierno militar alemán estaba disconforme con la ineficacia e incompetencia del gobierno republicano, que repetidamente fracasó en la entrega las provisiones a tiempo. Probablemente el Gobierno republicano nunca tuvo la intención de llevar a cabo una amplia aplicación del impopular acuerdo.
Skoropadski fue acusado por otros políticos ucranianos de ser un títere alemán, apoyado por la mayoría de los terratenientes locales. También fue considerado como prorruso y dictador, forma un Consejo de Ministros compuesto mayoritariamente por monárquicos rusos, comprometiéndose a una federación con una futura Rusia no-bolchevique.
A pesar de estas críticas, en contraposición con la primera Rada socialista, su gobierno logró una efectiva organización de la administración, el establecimiento de lazos diplomáticos con muchos países, la consecución de un tratado de paz con la Rusia Soviética, y la constitución de muchas escuelas y universidades.
A comienzos de septiembre, visitó al kaiser Guillermo y al Estado Mayor alemán, aunque el viaje no tuvo importantes resultados a pesar de durar dos semanas.

### Expulsión del poder
En noviembre de 1918, Skoropadski sufrió un levantamiento acaudillado por Simon Petliura y Néstor Majnó. El alzamiento restauró formalmente la República Popular de Ucrania, pero el poder derivó en el Directorio de Ucrania, un cuerpo no elegido de cinco miembros encabezados por Volodýmyr Vynnychenko el 13 de noviembre. El grueso de las fuerzas del Hetmanato se pasó al Directorio, que comenzó a avanzar hacia la capital el 18 de noviembre. Aún con protección alemana y tras el fracaso del Directorio en tomar Kiev —protegido por unidades alemanas y otras de oficiales rusos con las que los insurgentes deciden no enfrentarse—, Skoropadski se mantuvo un mes más en la capital.
Después de alcanzar un acuerdo de neutralidad con los alemanes el 12 de diciembre, las tropas del Directorio acabaron entrando en Kiev el 14 tras vencer la inútil resistencia de las unidades de oficiales rusos fieles a Skoropadski. Derrotado, Skoropadski abdicó (14 de diciembre de 1918) y, tras permanecer unos días más en la ciudad escondido, huyó disfrazado junto con el ejército alemán en retirada. Se trasladó a Berlín, después a Suiza, estableciéndose finalmente en Wannsee (Berlín). En 1925, fundó el Instituto Científico Ucraniano dentro de la Universidad de Berlín. Mientras vivió en Alemania, mantuvo contactos con el gobierno alemán y oficiales del ejército con un amplio círculo de amistades, que se remontaban a sus tiempos de academia militar.
Durante la Segunda Guerra Mundial defiende los intereses ucranianos ante Alemania. Intercede en la liberación de Stepán Bandera, Andriy Mélnyk, entre otros líderes ucranianos.
Durante el bombardeo aliado en la Segunda Guerra Mundial de la Estación de Platling, cerca de Múnich, fue mortalmente herido y falleció en el exilio, en el hospital del monasterio de Metten el 26 de abril de 1945.

## Influencia posterior a su fallecimiento
Su movimiento continuó hasta principios de los años 1980, perfilando un programa monárquico ucraniano basado en el modelo de estado cosaco. Murió sin la aceptación de las comunidades de emigrados ucranianos en occidente.
La hija menor de Skoropadski, Olena Ott-Skoropadska (1919-2014), fue referida por sus títulos y honores como pretendiente al trono de Ucrania. Residía en Suiza, hubo visitado Ucrania varias veces y ha sido premiada por sus escritos históricos.

## Ancestros
|  |                         |  |  |  |  |  |  |  |  |  |  |  |  |  |  |  |
|  | 8. Myjailo Skoropadski  |  |  |  |  |  |  |  |  |  |  |  |  |  |  |  |
|  |                         |  |  |  |  |  |  |  |  |  |  |  |  |  |  |  |
|  |                         |  |  |  |  |  |  |  |  |  |  |  |  |  |  |  |
|  | 4. Iván Skoropadski     |  |  |  |  |  |  |  |  |  |  |  |  |  |  |  |
|  |                         |  |  |  |  |  |  |  |  |  |  |  |  |  |  |  |
|  |                         |  |  |  |  |  |  |  |  |  |  |  |  |  |  |  |
|  | 18. Mykola Markévych    |  |  |  |  |  |  |  |  |  |  |  |  |  |  |  |
|  |                         |  |  |  |  |  |  |  |  |  |  |  |  |  |  |  |
|  |                         |  |  |  |  |  |  |  |  |  |  |  |  |  |  |  |
|  | 9. Puljeria Markévych   |  |  |  |  |  |  |  |  |  |  |  |  |  |  |  |
|  |                         |  |  |  |  |  |  |  |  |  |  |  |  |  |  |  |
|  |                         |  |  |  |  |  |  |  |  |  |  |  |  |  |  |  |
|  | 2. Petró Skoropadski    |  |  |  |  |  |  |  |  |  |  |  |  |  |  |  |
|  |                         |  |  |  |  |  |  |  |  |  |  |  |  |  |  |  |
|  |                         |  |  |  |  |  |  |  |  |  |  |  |  |  |  |  |
|  | 5. Yelyzaveta Tarnovska |  |  |  |  |  |  |  |  |  |  |  |  |  |  |  |
|  |                         |  |  |  |  |  |  |  |  |  |  |  |  |  |  |  |
|  |                         |  |  |  |  |  |  |  |  |  |  |  |  |  |  |  |
|  | 1. Pavló Skoropadski    |  |  |  |  |  |  |  |  |  |  |  |  |  |  |  |
|  |                         |  |  |  |  |  |  |  |  |  |  |  |  |  |  |  |
|  |                         |  |  |  |  |  |  |  |  |  |  |  |  |  |  |  |
|  | 6. Andriy Miklashevski  |  |  |  |  |  |  |  |  |  |  |  |  |  |  |  |
|  |                         |  |  |  |  |  |  |  |  |  |  |  |  |  |  |  |
|  |                         |  |  |  |  |  |  |  |  |  |  |  |  |  |  |  |
|  | 3. Maria Miklashevska   |  |  |  |  |  |  |  |  |  |  |  |  |  |  |  |
|  |                         |  |  |  |  |  |  |  |  |  |  |  |  |  |  |  |
|  |                         |  |  |  |  |  |  |  |  |  |  |  |  |  |  |  |
|  | 7. Daria Olsúyeva       |  |  |  |  |  |  |  |  |  |  |  |  |  |  |  |
|  |                         |  |  |  |  |  |  |  |  |  |  |  |  |  |  |  |
|  |                         |  |  |  |  |  |  |  |  |  |  |  |  |  |  |  |